# Malta all'Eurovision Young Musicians
Malta ha debuttato all'Eurovision Young Musicians 2014, svoltosi a Colonia, in Germania.
Per il debutto della nazione, la televisione maltese, la Public Broadcasting Services, fu responsabile per la selezione del rappresentante da inviare alla competizione. La selezione avvenne in diretta televisiva nella primavera nel 2014 e fu decretato vincitore Kurt Aquilina. 

## Partecipazioni
- Primo posto
- Secondo posto
- Terzo posto

| 2014                                    | Kurt Aquilina         | Chitarra            | 1) Ninna Nanna d'Agosto di Marek Mancina arrangiata da Per-Olov Kindgren 2) Concerto de Aranquez di Joaquín Rodrigo 3) Birds flew over the spire di Gary Ryan 4) Concerto de Aranquez di Joaquín Rodrigo (Serata finale)                                         | F                   | N.A.                |                     |                 |                 |                 |
| 2016                                    | Dmitry Ishkhanov      | Pianoforte          | 1) Concerto per Pianoforte No. 3, Op. 50, Allegro Molto, di Dmitry Kabalevsky | F                   | Niente semifinali   |                     |                 |                 |                 |
| 2018                                    | Bernice Sammut Attard | Pianoforte          | 1) Toccata da Trois pièces, di Francis Poulenc 2) Preludio in C minore, Op. 23 No. 7 di Sergej Vasil'evič Rachmaninov 3) Preludio in G sharp minore, Op. 32 No. 12 di Sergej Vasil'evič Rachmaninov 4) Scherzo No. 2 in B flat minore, Op. 31 di Fryderyk Chopin | Non qualificato     | Non qualificato     | Non qualificato     | Non qualificato | Non qualificato | Non qualificato |
| 2020                                    | Edizione cancellata   | Edizione cancellata | Edizione cancellata | Edizione cancellata | Edizione cancellata | Edizione cancellata |                 |                 |                 |
| Nessuna partecipazione dal 2022 al 2024 |                       |                     | |                     |                     |                     |                 |                 |                 |